# Horsham
Horsham (pronuncia: /hɔrʃəm/) è una città di 47 804 abitanti della contea del West Sussex, in Inghilterra.

## Geografia
Horsham si trova sul corso superiore del fiume Arun, nel centro del Weald, Sussex West e si trova la storica contea del Sussex, in Inghilterra. La città è a 50 km (31 miglia) a sud sud-ovest di Londra, 30 km (18,5 miglia) a nord-ovest di Brighton. Le città vicine includono Crawley a nord-est e Haywards Heath e Burgess Hill, a sud-est. La città è il centro amministrativo e di mercato di zona di Horsham District Council.

## Monumenti e luoghi d'interesse
- Chiesa dei Santi Innocenti, nel sobborgo di Southwater.
- Chiesa di San Giacomo, nella parrocchia civile di Ashurst.
- Chiesa di Tutti i Santi, a Buncton, piccolo villaggio nella parrocchia civile di Wiston.
- Chiesa di San Michele, ad Amberley.
- Castello di Amberley, nella omonima parrocchia civile.
- Castello di Bramber, nella omonima parrocchia civile.
- Christ Hospital School, scuola indipendente. L'edificio fu costruito nel 1552 da Enrico VI. Nella scuola fu inventata la Scrivania-letto.

## Amministrazione

### Gemellaggi
- Saint-Maixent-l'École, Francia
- Lage, Germania
- Brasilia, Brasile